# Olympische Sommerspiele 1960/Leichtathletik – Weitsprung (Frauen)
Der Weitsprung der Frauen bei den Olympischen Spielen 1960 in Rom wurde am 31. August 1960 im Stadio Olimpico ausgetragen. 39 Athletinnen nahmen an der ersten Leichtathletik-Entscheidung dieser Olympischen Spiele teil.
Olympiasiegerin wurde Wera Krepkina aus der Sowjetunion. Sie gewann vor der Polin Elżbieta Krzesińska und der Deutschen Hildrun Claus.
Zwei weitere deutsche Springerinnen konnten sich ebenfalls für das Finale qualifizieren. Renate Junker wurde mit zwei Zentimetern Rückstand Vierte, Helga Hoffmann belegte Rang sechs. Springerinnen aus Österreich, der Schweiz und Liechtenstein nahmen nicht teil.

## Rekorde

### Bestehende Rekorde

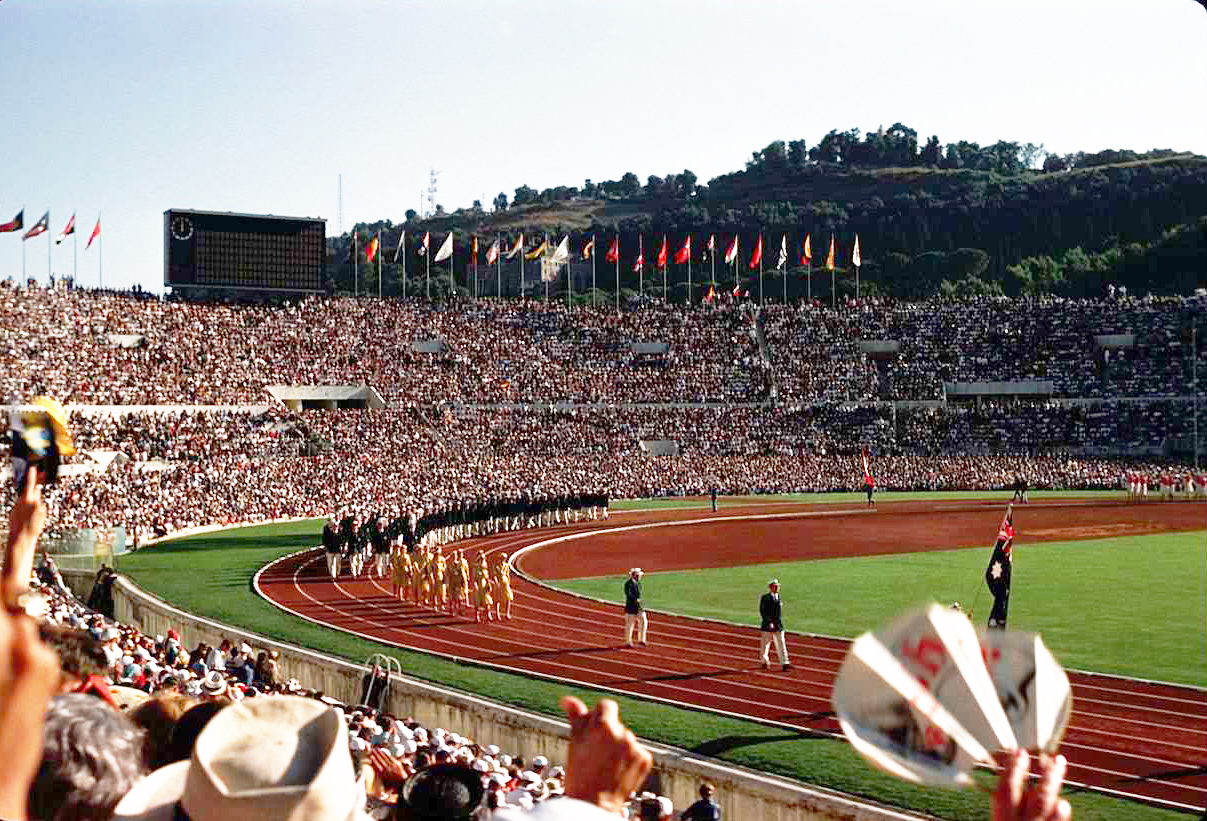
Das Olympiastadion während der Eröffnungsfeier

| Weltrekord         | 6,40 m | Hildrun Claus ( DDR)         | Erfurt, DDR (heute Deutschland) | 7. August 1960    |
| Olympischer Rekord | 6,35 m | Elżbieta Krzesińska ( Polen) | Finale OS Melbourne, Australien | 27. November 1956 |

### Rekordverbesserung
Die sowjetische Olympiasiegerin Wera Krepkina verbesserte den bestehenden olympischen Rekord im Finale am 31. August um zwei Zentimeter auf 6,37 m. Zum Weltrekord fehlten ihr drei Zentimeter.

## Durchführung des Wettbewerbs
Dreißig Athletinnen traten am 31. August zu einer Qualifikationsrunde an. Neunzehn von ihnen – hellblau unterlegt – erreichten die Qualifikationsweite von 5,80 m. So war die Mindestzahl von zwölf Finalteilnehmerinnen deutlich übertroffen. Für alle qualifizierten Springerinnen fand am Nachmittag desselben Tages das Finale statt. Dort standen jeder Wettbewerberin zunächst drei Versuche zu. Die besten sechs Athletinnen konnten dann drei weitere Sprünge absolvieren.

## Zeitplan
31. August, 09:00 Uhr: Qualifikation

31. August, 15:45 Uhr: Finale

## Legende
Kurze Übersicht zur Bedeutung der Symbolik – so üblicherweise auch in sonstigen Veröffentlichungen verwendet:
| – | verzichtet |
| x | ungültig   |

Die Bestweiten sind fett gedruckt. Bei gleicher Weite entschied die zweitbeste Weite über die Platzierung.

## Qualifikation
Datum: 31. August 1960, 9:00 Uhr
| Platz | Name                  | Nation           | 1. Versuch | 2. Versuch | 3. Versuch | Weite  |
| ----- | --------------------- | ---------------- | ---------- | ---------- | ---------- | ------ |
| 1     | Mary Bignal           | Großbritannien   | x          | 6,33 m     | –          | 6,33 m |
| 2     | Hildrun Claus         | Deutschland      | 6,21 m     | –          | –          | 6,21 m |
| 3     | Wera Krepkina         | Sowjetunion      | 6,14 m     | –          | –          | 6,14 m |
| 4     | Elżbieta Krzesińska   | Polen            | 6,13 m     | –          | –          | 6,13 m |
| 5     | Beverly Weigel        | Neuseeland       | x          | 6,12 m     | –          | 6,12 m |
| 6     | Willye White          | USA              | 6,07 m     | –          | –          | 6,07 m |
| 7     | Renate Junker         | Deutschland      | 6,00 m     | –          | –          | 6,00 m |
| 8     | Helen Frith           | Australien       | 5,98 m     | –          | –          | 5,98 m |
| 9     | Madeleine Thétu       | Frankreich       | 5,74 m     | 5,96 m     | –          | 5,74 m |
| 10    | Maria Chojnacka       | Polen            | 5,95 m     | –          | –          | 5,95 m |
| 11    | Maria Kusion          | Polen            | 5,92 m     | –          | –          | 5,92 m |
| 12    | Helga Hoffmann        | Deutschland      | 5,62 m     | x          | 5,90 m     | 5,90 m |
| 13    | Joke Bijleveld        | Niederlande      | 5,90 m     | –          | –          | 5,90 m |
| 14    | Fumiko Ito            | Japan            | 5,71 m     | 5,88 m     | –          | 5,88 m |
| 15    | Brita Johansson       | Finnland         | 5,65 m     | 5,84 m     | –          | 5,84 m |
| 16    | Ljudmyla Radtschenko  | Sowjetunion      | 5,70 m     | 5,83 m     | –          | 5,83 m |
| 17    | Christina Persighetti | Großbritannien   | 5,82 m     | –          | –          | 5,82 m |
| 18    | Norma Croker          | Australien       | 5,80 m     | –          | –          | 5,80 m |
| 18    | Walentina Schaprunowa | Sowjetunion      | 5,80 m     | –          | –          | 5,80 m |
| 20    | Akiko Fukuda          | Japan            | 5,78 m     | x          | x          | 5,78 m |
| 21    | Piera Tizzoni         | Italien          | 5,63 m     | x          | 5,65 m     | 5,65 m |
| 22    | Vlasta Přikrylová     | Tschechoslowakei | 5,64 m     | 5,57 m     | x          | 5,64 m |
| 23    | Sylvia Mitchell       | Australien       | 5,47 m     | 5,20 m     | 5,60 m     | 5,60 m |
| 24    | Visitación Badana     | Philippinen      | 5,38 m     | 5,59 m     | x          | 5,59 m |
| 25    | Lin Chau-Tai          | Taiwan           | 5,51 m     | 4,54       | 5,10 m     | 5,51 m |
| 26    | Yasuko Kimura         | Japan            | x          | x          | 5,45 m     | 5,45 m |
| 27    | Sally McCallum        | Kanada           | 4,97 m     | x          | 5,22 m     | 5,22 m |
| 28    | Ilana Karaszyk        | Israel           | 4,78 m     | 4,92 m     | 5,08 m     | 5,08 m |
| 29    | Aycan Önel            | Türkei           | 4,97 m     | 4,92 m     | 4,84 m     | 4,97 m |
| NM    | Annie Smith           | USA              | x          | x          | x          | ogV    |
| DNS   | Gertrude Fries        | Österreich       |            |            |            |        |

## Finale
Datum: 31. August 1960, 15:45 Uhr
| Platz | Name                  | Nation         | 1. Versuch | 2. Versuch | 3. Versuch | 4. Versuch                                     | 5. Versuch                                     | 6. Versuch                                     | Endresultat | Anmerkung |
| ----- | --------------------- | -------------- | ---------- | ---------- | ---------- | ---------------------------------------------- | ---------------------------------------------- | ---------------------------------------------- | ----------- | --------- |
| 1     | Wera Krepkina         | Sowjetunion    | 6,17 m     | 6,01 m     | 6,22 m     | 6,37 m OR                                      | 6,17 m                                         | x                                              | 6,37 m      | OR        |
| 2     | Elżbieta Krzesińska   | Polen          | x          | 6,17 m     | x          | 6,25 m                                         | x                                              | 6,27 m                                         | 6,27 m      |           |
| 3     | Hildrun Claus         | Deutschland    | 6,21 m     | 6,18 m     | x          | x                                              | 6,13 m                                         | 6,11 m                                         | 6,21 m      |           |
| 4     | Renate Junker         | Deutschland    | 6,17 m     | 5,94 m     | 6,05 m     | 6,19 m                                         | 6,11 m                                         | 6,10 m                                         | 6,19 m      |           |
| 5     | Ljudmyla Radtschenko  | Sowjetunion    | 5,99 m     | 6,00 m     | 6,16 m     | 5,83 m                                         | 5,91 m                                         | 5,90 m                                         | 6,16 m      |           |
| 6     | Helga Hoffmann        | Deutschland    | 6,02 m     | 5,88 m     | 6,11 m     | x                                              | x                                              | 6,09 m                                         | 6,11 m      |           |
|       |                       |                |            |            |            |                                                |                                                |                                                |             |           |
| 7     | Joke Bijleveld        | Niederlande    | 6,11 m     | x          | x          | nicht im Finale der besten sechs Springerinnen | nicht im Finale der besten sechs Springerinnen | nicht im Finale der besten sechs Springerinnen | 6,11 m      |           |
| 8     | Walentina Schaprunowa | Sowjetunion    | 6,01 m     | 5,95 m     | 5,77 m     | nicht im Finale der besten sechs Springerinnen | nicht im Finale der besten sechs Springerinnen | nicht im Finale der besten sechs Springerinnen | 6,01 m      |           |
| 9     | Mary Bignal           | Großbritannien | x          | x          | 6,01 m     | nicht im Finale der besten sechs Springerinnen | nicht im Finale der besten sechs Springerinnen | nicht im Finale der besten sechs Springerinnen | 6,01 m      |           |
| 10    | Beverly Weigel        | Neuseeland     | 5,98 m     | 5,81 m     | 5,91 m     | nicht im Finale der besten sechs Springerinnen | nicht im Finale der besten sechs Springerinnen | nicht im Finale der besten sechs Springerinnen | 5,98 m      |           |
| 11    | Maria Chojnacka       | Polen          | 5,98 m     | 5,67 m     | 5,86 m     | nicht im Finale der besten sechs Springerinnen | nicht im Finale der besten sechs Springerinnen | nicht im Finale der besten sechs Springerinnen | 5,98 m      |           |
| 12    | Fumiko Ito            | Japan          | 5,82 m     | 5,98 m     | 5,74 m     | nicht im Finale der besten sechs Springerinnen | nicht im Finale der besten sechs Springerinnen | nicht im Finale der besten sechs Springerinnen | 5,98 m      |           |
| 13    | Maria Kusion          | Polen          | 5,86 m     | 5,50 m     | x          | nicht im Finale der besten sechs Springerinnen | nicht im Finale der besten sechs Springerinnen | nicht im Finale der besten sechs Springerinnen | 5,86 m      |           |
| 14    | Madeleine Thétu       | Frankreich     | 5,73 m     | 5,85 m     | 5,83 m     | nicht im Finale der besten sechs Springerinnen | nicht im Finale der besten sechs Springerinnen | nicht im Finale der besten sechs Springerinnen | 5,85 m      |           |
| 15    | Norma Croker          | Australien     | 5,82 m     | 5,64 m     | 5,75 m     | nicht im Finale der besten sechs Springerinnen | nicht im Finale der besten sechs Springerinnen | nicht im Finale der besten sechs Springerinnen | 5,82 m      |           |
| 16    | Willye White          | USA            | 5,77 m     | x          | 5,28 m     | nicht im Finale der besten sechs Springerinnen | nicht im Finale der besten sechs Springerinnen | nicht im Finale der besten sechs Springerinnen | 5,77 m      |           |
| 17    | Helen Frith           | Australien     | x          | 5,62 m     | 5,61 m     | nicht im Finale der besten sechs Springerinnen | nicht im Finale der besten sechs Springerinnen | nicht im Finale der besten sechs Springerinnen | 5,62 m      |           |
| 18    | Brita Johansson       | Finnland       | 5,57 m     | 5,56 m     | 5,52 m     | nicht im Finale der besten sechs Springerinnen | nicht im Finale der besten sechs Springerinnen | nicht im Finale der besten sechs Springerinnen | 5,57 m      |           |
| 19    | Christina Persighetti | Großbritannien | 5,46 m     | 5,42 m     | 5,57 m     | nicht im Finale der besten sechs Springerinnen | nicht im Finale der besten sechs Springerinnen | nicht im Finale der besten sechs Springerinnen | 5,57 m      |           |

Neunzehn Teilnehmerinnen hatten die Qualifikation für das Finale geschafft. Als Favoritinnen galten die Weltrekordlerin Hildrun Claus und die Olympiasiegerin von 1956, Elżbieta Krzesińska, aus Polen. Auch die Britin Mary Bignal, spätere Mary Rand, rückte nach ihren 6,33 m in der Qualifikation in den Kreis der Medaillenkandidatinnen.
Nach der ersten Finalrunde führte die sowjetische Athletin Wera Krepkina, die eher als Sprinterin bekannt war und über 100 Meter seit 1958 Mitinhaberin des Weltrekords war. Es folgten Claus, die Deutsche Renate Junker, Krzesińska, Krepkinas Landsfrau Ljudmyla Radtschenko und die dritte deutsche Teilnehmerin Helga Hoffmann. Die Niederländerin Joke Bijleveld und Hoffmann hatten beide 6,11 m zu verzeichnen. Da Bijleveld zwei Fehlversuche zu Buche stehen hatte, Hoffmann hingegen als nächstbeste Weite 6,02 m aufwies, konnte die Deutsche weitermachen, der Niederländerin standen als Siebte keine weiteren Versuche zu. Für die Qualifikationsbeste Mary Bignal lief es in diesem Finale so gar nicht. Ihre 6,01 m reichten am Ende nur zu Platz neun.
In der zweiten Finalrunde baute Krepkina ihre Führung mit dem neuen Olympiarekord von 6,37 m aus. Krzesińska sprang nun 6,25 m und verdrängte Claus damit auf Rang drei. An der Reihenfolge änderte auch die Verbesserung der Polin auf 6,27 m im letzten Durchgang nichts mehr. Renate Junker verbesserte sich ebenfalls. Sie sprang 6,19 m, was jedoch nicht zur Bronzemedaille reichte. Junker fehlten ganze zwei Zentimeter.
Wera Krepkina sprang zum ersten sowjetischen Olympiasieg im Weitsprung der Frauen.

Hildrun Claus gewann die erste deutsche Medaille in dieser Disziplin.

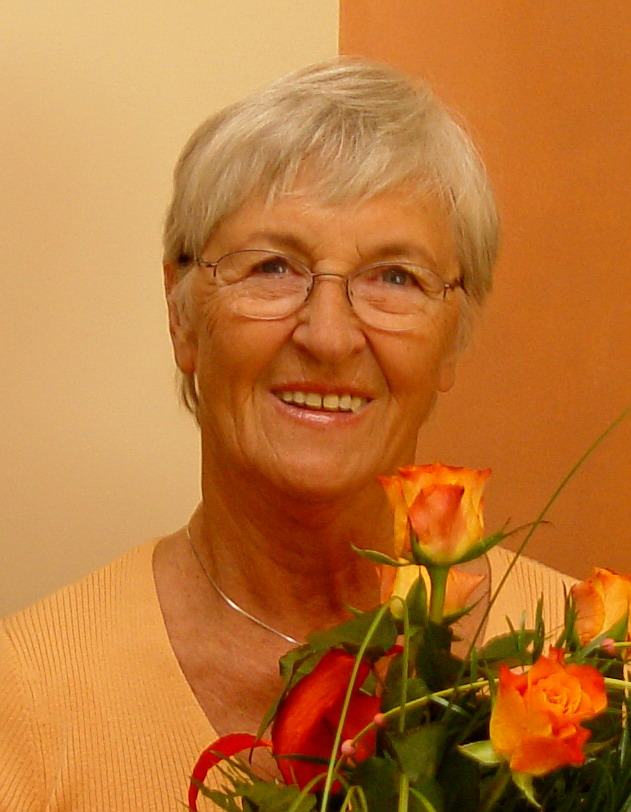
Für die Olympiasiegerin von 1956 Elżbieta Krzesińska (hier im Jahr 2008) gab es diesmal Silber
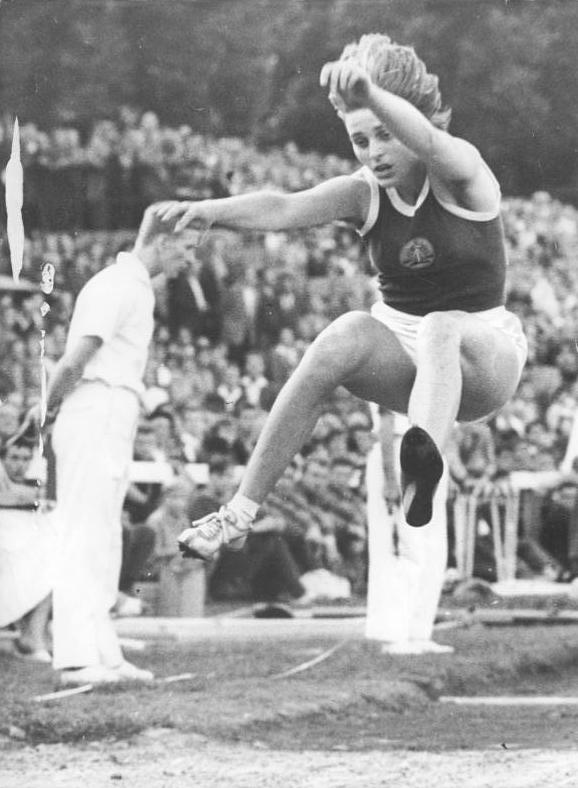
Bronzemedaillengewinnerin Hildrun Claus
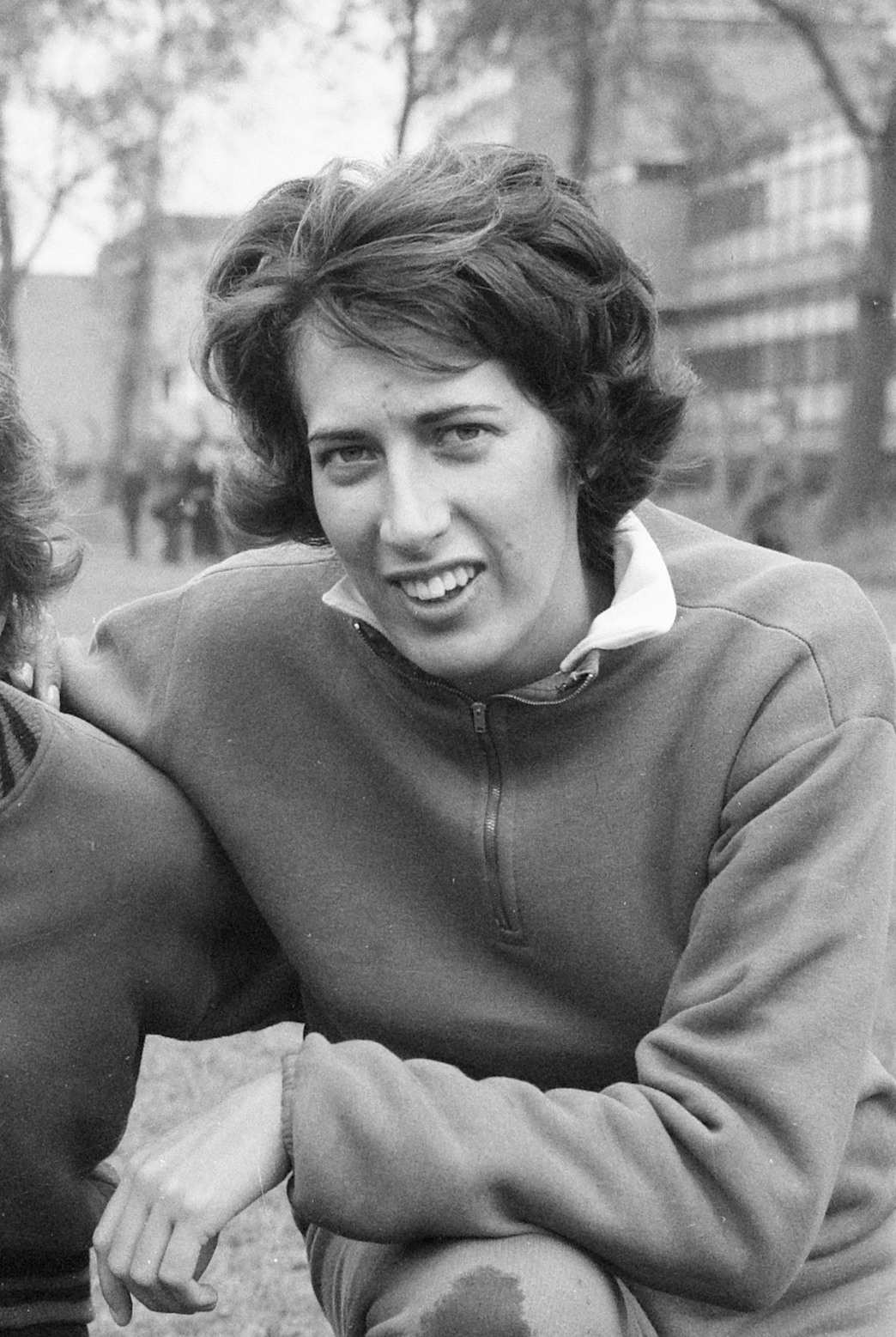
Die siebtplatzierte Joke Bijleveld

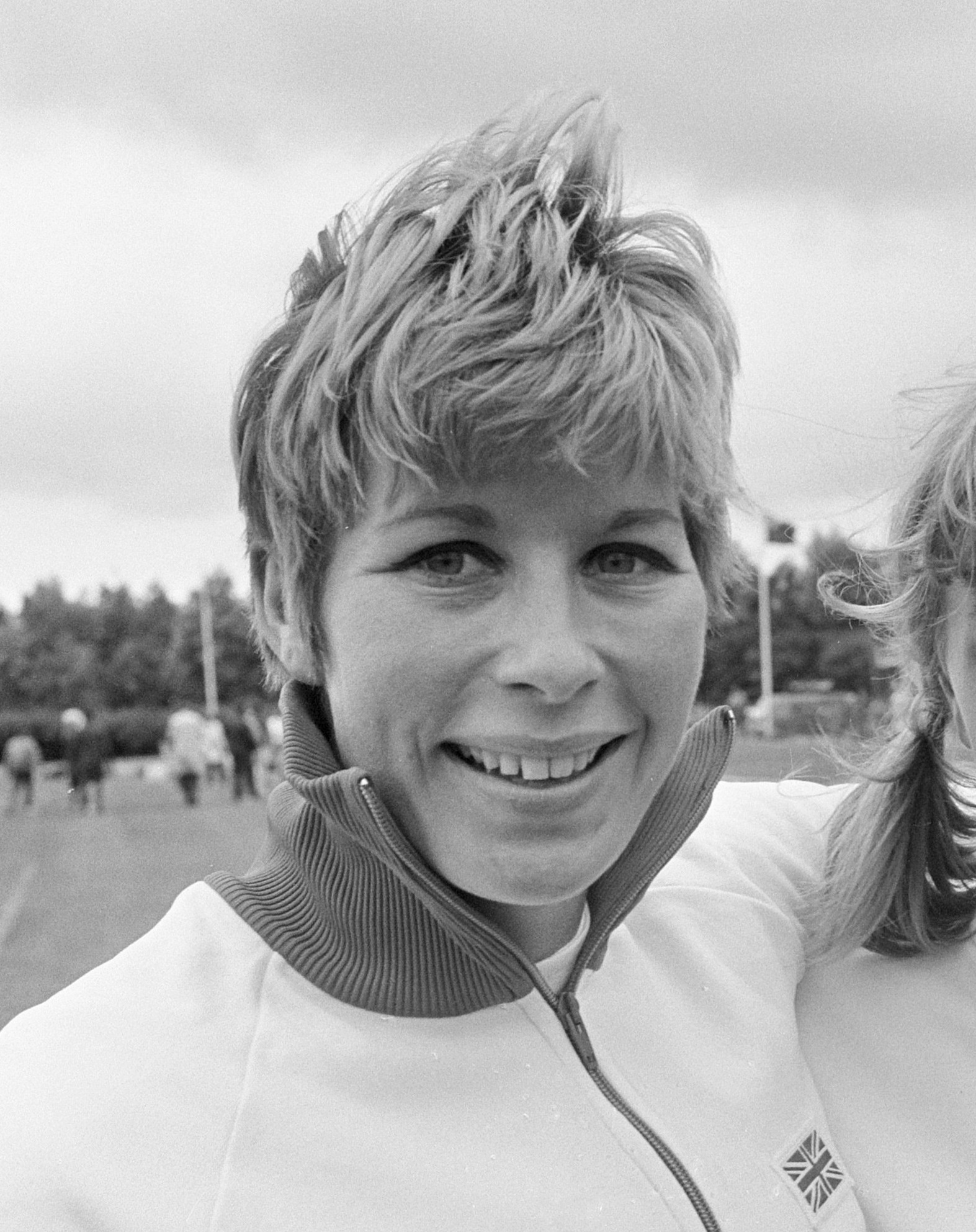
Mary Bignal, später unter ihrem Namen Mary Rand unter anderem Weitsprung-Olympiasiegerin von 1964, belegte Rang neun
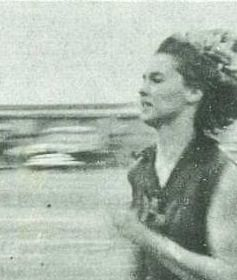
Beverly Weigel kam auf den zehnten Platz
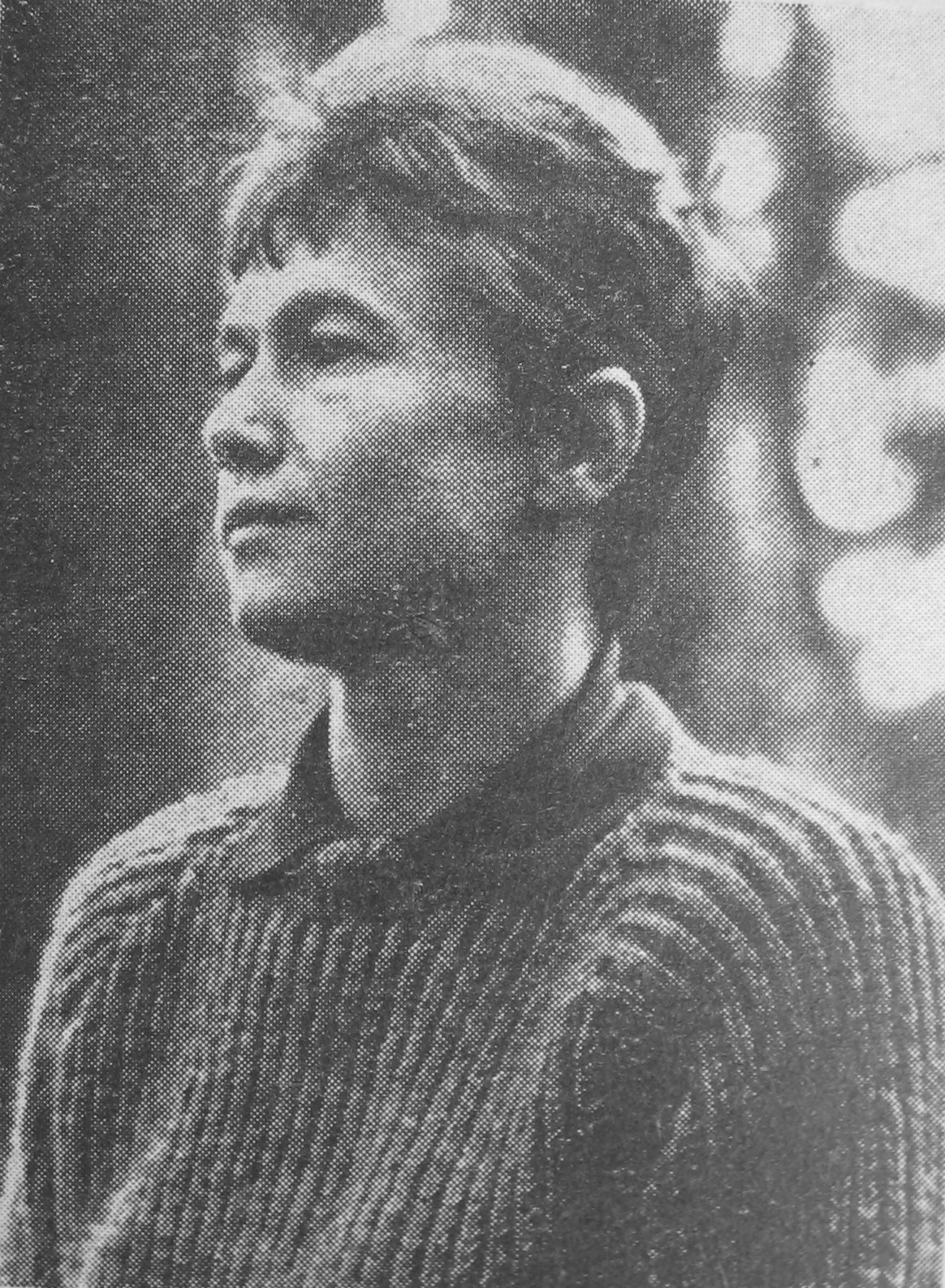
Maria Chojnacka erreichte Platz elf
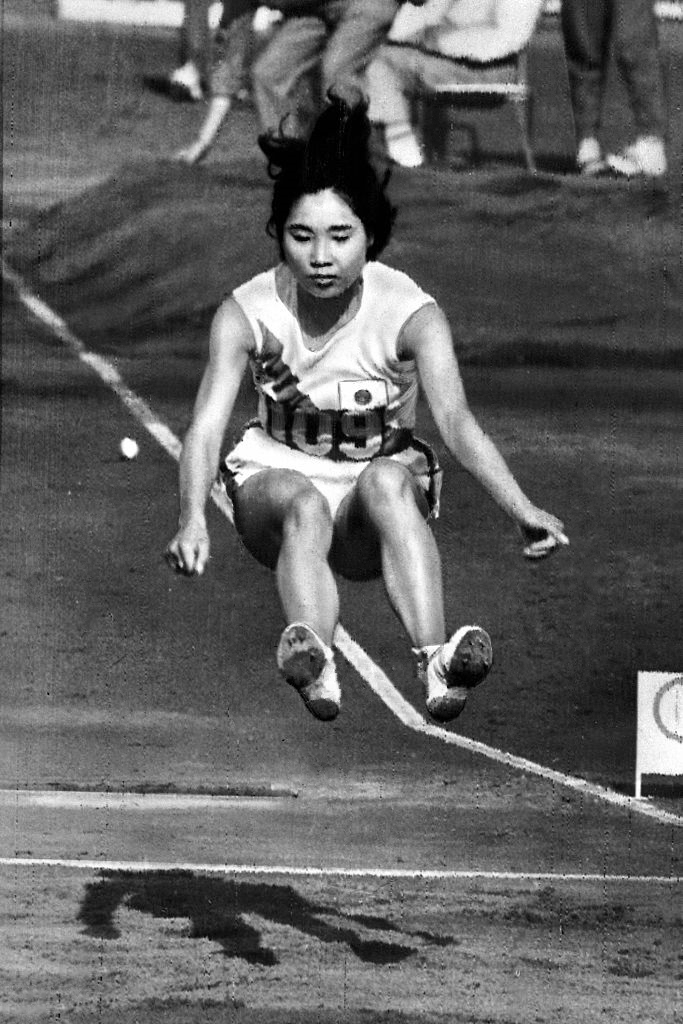
Rang zwölf für Fumiko Ito
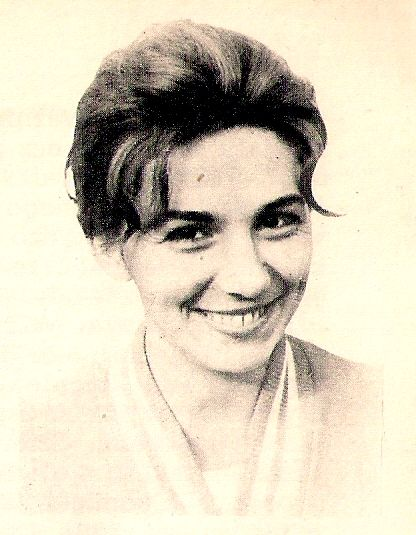
Maria Kusion – Platz dreizehn
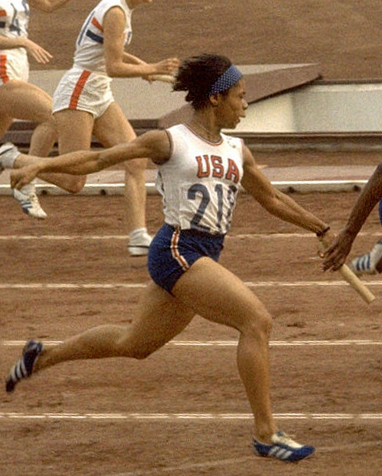
Willye White – hier als Staffelläuferin bei den Spielen von 1964 in Tokio – wurde im Finale Sechzehnte
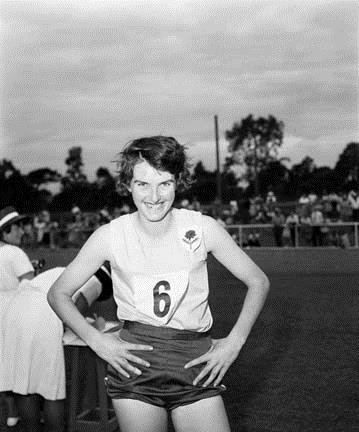
Helen Frith – Platz siebzehn